# Son Masayoshi
Son Masayoshi (Nhật: 孫 正義 (Tôn Chính Nghĩa) Hepburn: Son Masayoshi,  tiếng Hàn Quốc: 손정의 Son Jeong-ui; sinh ngày 11 tháng 8 năm 1957) là một doanh nhân người Nhật gốc Hàn, nhà sáng lập kiêm CEO của SoftBank, SoftBank Mobile và Sprint Corporation. Son là một trong những nhà đầu tư quyền lực nhất giới công nghệ.
Theo Forbes, giá trị tài sản ước tính của Son năm 2018 là khoảng 30 tỷ USD, qua đó ông vượt qua Tadashi Yanai - ông chủ của thương hiệu thời trang Uniqlo để trở thành người giàu nhất Nhật Bản. Trước đó, Son nổi tiếng với việc là tỷ phú mất đi nhiều tiền nhất trong lịch sử (khoảng hơn 70 tỷ USD trong sự kiện Bong bóng dot-com đầu năm 2000).
Năm 2013, Forbes bình chọn Son là người quyền lực thứ 45 thế giới, ông được truyền thông gọi với biệt danh Bill Gates của Nhật Bản.

## Tuổi thơ
Son sinh ra và lớn lên trong một khu phố người Hàn Quốc nghèo khổ ở Tosu, một vùng nông thôn xa xôi nằm ở phía Tây Nam Nhật Bản, bản thân ông là công dân thế hệ thứ 3 của cộng đồng người Triều Tiên tại Nhật. Cha ông chăn nuôi lợn và bán rượu lậu trước khi bắt đầu thử sức mình ở lĩnh vực kinh doanh nhà hàng, bất động sản và các tiệm chơi máy giật xèng.
Khi còn là một cậu bé, Son đã hằng ngày phải cùng cha mình và bà nội đi lượm thức ăn thừa ở thùng rác nhà hàng xóm để về cho lợn ăn. Khi đó, Son ngồi trên đống thức ăn thừa chở bằng chiếc xe kéo bằng tay. "Chúng nhầy nhụa và rất kinh khủng. Tất cả mọi người trong gia đình đã phải làm việc rất cực khổ", Son nhớ lại.
Từ nhỏ, Son đã sớm xây dựng một niềm tin vững vàng vào năng lực của mình mà sau này ông đã khai thác triệt để trong kinh doanh. Điều này càng được củng cố nhờ sự động viên và niềm tin của cha ông rằng một ngày nào đó Son sẽ là nhân vật có quyền lực và tầm ảnh hưởng số 1 tại Nhật. "Tôi bắt đầu nghĩ rằng mình không nên hài lòng với việc làm một con người bình thường và rằng tôi là một thiên tài", ông nói.

## Giáo dục
Khi còn là sinh viên của Đại học California, Son đã phát minh ra chiếc máy phiên dịch ngôn ngữ biết nói và bán nó cho tập đoàn điện tử Sharp với giá ước tính 100 triệu Yên. Điều đáng nói là chàng sinh viên 19 tuổi khoa kinh tế học đến từ Nhật này xưa nay chưa bao giờ phát minh ra cái gì cả. Son cũng chẳng có tí vốn lận lưng nào và cũng chẳng có kiến thức gì về công nghệ. Cái mà Son có chỉ là sự tự tin và quyết tâm làm tới cùng những mục tiêu đã đặt ra.
Chính nhờ bản lĩnh, cá tính mạnh mẽ cùng sự kiên trì, bền bĩ, Son đã thuyết phục thành công được những người sở hữu các kỹ năng, kiến thức mà ông thiếu tham gia những dự án công nghệ đầy tham vọng của mình. Trong đó, có cả một chuyên gia hàng đầu thế giới về ngôn ngữ mà ông chưa từng gặp trước đó bao giờ.

## Sự nghiệp
Hiện nay, vị CEO của SoftBank - tập đoàn viễn thông cai quản cả một đế chế thương mại rộng khắp nước Nhật, đồng thời đang vươn ra thế giới với tuyên bố đầy bất ngờ vào giữa tháng 10 năm 2012 rằng sẽ mua lại 70% cổ phần của Sprint Nextel, nhà khai thác dịch vụ di động lớn thứ ba của Hoa Kỳ với giá 20,1 tỷ USD.
Thương vụ này sẽ tạo ra một tập đoàn di động với tổng cộng 96 triệu người sử dụng và doanh thu 81 tỷ USD mỗi năm, đưa nhà khai thác dịch vụ di động lớn thứ ba nước Nhật SoftBank trở thành tập đoàn viễn thông lớn thứ 3 trên toàn thế giới, chỉ sau AT&T Wireless và Verizon. Sau khi thương vụ kết thúc, Sprint sẽ bao gồm 10 thành viên trong Hội đồng quản trị, trong đó phần lớn do đích thân Son chỉ định.
Về phần mình, Son sẽ hoàn thành được lời hứa vào năm 2006 khi ông mua lại bộ phận điện thoại di động Vodafone của Nhật để qua mặt đối thủ trong nước NTT DoCoMo - "Lúc đó mọi người đều cười nhạo tôi", ông nhớ lại.
Nhưng giờ thì ít ai dám chế nhạo ông. Theo Forbes, Masayoshi Son là người giàu thứ ba nước Nhật với khối tài sản gần 7 tỷ USD. Nếu thương vụ Sprint Nextel tiếp tục xuôi chèo mát mái thì tập đoàn sau sáp nhập sẽ có doanh thu hằng năm lên tới 81 tỷ USD, trong khi DoCoMo chỉ có 54 tỷ USD.
Liệu thương vụ này có quá tham vọng khi SoftBank không có kinh nghiệm trên các thị trường ngoài nước Nhật? Mặc dù SoftBank đang bơm vào Sprint Nextel 8 tỷ USD cùng với công nghệ về truyền tải dữ liệu di động tốc độ cao, nhưng tập đoàn này vẫn phải đối mặt với nhiều thách thức lớn tại Mỹ, nơi Sprint cũng đang chật vật bám đuôi các đối thủ trong nước với chỉ 16% thị phần.
Thế nhưng, như từng chứng kiến qua thương vụ Vodafone, Son đã luôn làm cho giới phê bình phải kinh ngạc và dập tan mọi hoài nghi về khả năng của ông. Và lần này, có thể Son sẽ lại đúng. Bản thân Son rất tự tin rằng mình sẽ làm được - "Chúng tôi có một chiến lược và có một kế hoạch vững chắc để biến nó trở thành hiện thực. Hãy chờ mà xem", ông nói.
Năm 1981, chẳng được trang bị gì nhiều ngoài sự tự tin vốn có và lòng khâm phục đối với Soichiro Honda, nhà sáng lập hãng xe Honda, Son đã rời nước Mỹ, quay lại quê nhà, thành lập một cửa hàng ở Fukuoka, thuộc đảo Kyushu. Từ việc đặt "căn cứ" tại một ngôi nhà gỗ 2 tầng đã xuống cấp, công ty của Son, tiền thân của SoftBank, đã nhanh chóng bành trướng trở thành nhà phân phối phần mềm và máy tính cá nhân lớn nhờ tận dụng được cơn sốt tiêu dùng máy tính. Sau đó, Son đã vươn ra lĩnh vực băng thông rộng và đầu tư vào một loạt các công ty từ Yahoo! cho đến TV Asahi, Aozora Bank và Nasdaq Japan.
Khi liên tục chuyển hướng chiến lược như vậy và cùng với các khoản đầu tư dường như hơi ngẫu hứng đã khiến cho nhiều người chỉ trích ông là người "cơ hội", "chỉ giỏi phát hiện", "đánh hơi thương vụ nhưng lại không có đủ nguồn lực để phát triển nên những công ty thực sự", việc ông không ngại rót một số tiền khổng lồ vào các lĩnh vực kinh doanh mới đã khiến cho một giám đốc tài chính của SoftBank tỏ ra lo ngại về việc công ty sẽ giống như "một chiếc xe đạp sẽ té ngã nếu bạn ngừng đạp". Nhưng Son phản bác lại một cách cứng rắn "Vậy thì hãy đạp mạnh hơn".
Hong Liang Lu, một người bạn lâu năm và cũng là đối tác kinh doanh của Son, mô tả Son là "kẻ đánh bạc có giấc mơ". Cho đến nay, canh bạc của Son trong lĩnh vực điện thoại di động đã đơm hoa kết trái. SoftBank là công ty đầu tiên bán ra những chiếc iPhone tại thị trường Nhật với chiến dịch marketing rất khác thường vào năm 2007 - về một gia đình đa sắc tộc có người cha là một "chú chó". Chiến dịch này được đánh giá là một trong những chiến dịch marketing hỗn hợp thành công nhất tại Nhật lúc đó, đã giúp SoftBank tăng gấp đôi lượng người thuê bao và bám sát 2 đối thủ DoCoMo và KDDI.
Son cũng giành được tiếng tăm là một chàng David khác người đã chống lại được cùng lúc với 2 gã khổng lồ Goliath của ngành điện thoại di động. Son hy vọng có thể lặp lại thắng lợi này với Sprint Nextel tại Mỹ và đưa đế chế di động của ông trở thành lớn nhất thế giới khi ông còn sống. Hiện tại, Son đã lên kế hoạch tấn công thị trường này. Mặc dù Dan Hesse, tổng giám đốc Sprint Nextel, sẽ tiếp tục giữ vị trí CEO, nhưng Son lại là người bắn phát súng đầu tiên trong cuộc chiến cam go giành thị phần ở thị trường Mỹ. Ngày 18 tháng 10, Sprint Nextel đã công bố kế hoạch nâng cổ phần sở hữu tại Clearwire, nhà cung cấp dịch vụ băng thông di động có độ phủ sóng cao, nhằm tăng cường sức mạnh cho Sprint Nextel trong việc đối đầu với AT&T và Verizon Wireless. Điều này sẽ không thể thực hiện được nếu không có sự chống lưng của SoftBank.
Khi còn là một sinh viên ở Berkeley, Son đã vạch ra kế hoạch cho cả đời, đó là: xây dựng nên một sự nghiệp lớn trong độ tuổi 40-50 và chuyển giao quyền lực cho người kế vị trong độ tuổi 60. Giờ đây, ở độ tuổi 55, ông đang trong trận chiến cam go đối đầu với những gã khổng lồ trong ngành dịch vụ di động, và, mục tiêu nói trên của Son, vốn đang hừng hực sức sống, có thể sẽ phải chậm lại.

### Bài viết
- "Masayoshi Son: The CEO who lost $70bn in a day before conquering the world", Hot Topics, 2014, Bản gốc lưu trữ ngày 26 tháng 3 năm 2017, truy cập ngày 22 tháng 3 năm 2017